# Joanic III
Joanic III (en grec Ἰωαννίκιος Γ', en serbi Јоаникије III) va ser patriarca de Constantinoble de l'any 1761 al 1763. Havia estat també patriarca de l'Església Ortodoxa Sèrbia 1739 i 1746.
El seu nom era Joan Caradjas o Karatzas, de la important família dels Fanariotes, i havia nascut als voltants de l'any 1700. Com a diaca va estar al servei del patriarca Paisi II, i després va ser nomenat protosincel·le.
El mes de setembre de 1747, Joanic va ser nomenat metropolità de Calcedònia i el 26 de març de 1761, va ser elegit patriarca de Constantinoble, càrrec que va conservar fins al 21 de maig de 1763, quan va ser deposat i exiliat al Mont Atos. Després va anar a l'illa d'Heybeliada, una de les Illes dels Prínceps, on va morir l'any 1793.